# ثيت نات هانه
ثيت نات هانه (11 أكتوبر 1926- 22 يناير 2022)، هو راهب فيتنامي بوذي bhikku، ومعلم ومؤلف وشاعر وناشط سياسي. كان يعيش في دير قرية بلوم بمنطقة دوردوجون (Dordogne) بجنوب فرنسا، ويجوب دول العالم لتعليم العزلات الروحية وتقديم المحادثات. وقد صاغ مصطلح البوذية المرتبطة في كتابه فيتنام: زهرة لوتس في بحر من النار.
وقد ألف نات هانه أكثر من 100 كتاب، من بينها أكثر من 40 كتاب باللغة الإنجليزية. كان نات هانه عضوًا نشطًا في حركة السلام حيث يدعو إلى الحلول السلمية لمعالجة النزاعات.

## سيرة حياته
وُلد ثيت نات هانه في نين سون باو في مدينة هوي الواقعة في فيتنام الوسطى عام 1926. في سن السادسة عشر، دخل ثيت نات ديراً قريباً من معبد تو هوي، وكان هان كوي تشن تات معلم الزن الرئيس. تخرّج ثيت نات هانه من أكاديمية باو كوك البوذية في فيتنام الوسطى، وتلقى تدريباً في التقاليد الفيتنامية لمذهب ماهايانا البوذي، وبوذية تشان الفيتنامية، وتلقى ترسيماً كاملاً عام 1951 لصيبح «فيكو» أو راهب في البوذية.
في الأعوام التالية، أسس ثيت نات هانه صحيفة لا بوي، وجامعة فان هان البوذية في سايغون، ومدرسة الشباب للخدمة الاجتماعية: وهي عبارة عن فصيل من محايد من البوذيين الناشطين والعاملين في مجال السلام، يذهبون إلى المناطق الريفية لإنشاء المدارس وبناء عيادات الرعاية الصحية ويسهمون في إعادة بناء القرى.
في الأول من مايو عام 1966، وفي معبد تو هيو، حصل ثيت نات هانه على لقب «ناقل المصباح» من معلم الزن تشان ثات، فأصبح لقبه دارماشاريا (معلم ديني). يُعتبر ثيت نات هانه اليوم معلماً دينياً (دارماشاريا) والزعيم الروحي لمعبد تو هوي والأديرة الأخرى المرتبطة به.

### أثناء حرب فيتنام
في عام 1961، سافر نات هانه إلى الولايات المتحدة الأمريكية ليدرس الدين المقارن (مقارنة الأديان) في جامعة برنستون، وعُيّن لاحقاً محاضراً في البوذية ضمن جامعة كولومبيا. بحلول تلك الفترة، أتقن ثيت نات هانه الفرنسية والصينية والسنسكريتية ولغة بالي واليابانية والإنجليزية، بالإضافة طبعاً إلى لغته الأم الفيتنامية. في عام 1963، عاد نات هانه إلى فيتنام ليساعد زملاءه الرهبان في مساعيهم المسالمة واللاعنفية.
درّس نات هانه علم النفس البوذي وأدب البارياباراميتا في جامعة فان هان البوذية، والأخيرة هي مؤسسة خاصة تعلّم مرتاديها الدراسات البوذية والثقافة الفيتنامية واللغات. في اجتماع خلال شهر أبريل من عام 1965، أعلن اتحاد طلاب فان هان عن بيان بعنوان نداء من أجل السلام. جاء فيه: «آن الأوان بالنسبة لشمال وجنوب فيتنام للعثور على طريقة لإيقاف الحرب ومساعدة كلّ الشعب الفيتنامي على العيش بسلام واحترام متبادل». غادر نات هان بعد فترة قصيرة وسافر إلى الولايات المتحدة، وترك قيادة مدرسة الشباب للخدمة الاجتماعية للأخت تشان خونغ. استولى أحد المستشارين على جامعة فان هان رغبة منه في قطع العلاقات مع ثيت نات هانه ومدرسة الشباب للخدمة الاجتماعية، واتهم الأخت تشان خونغ بكونها شيوعية. بسبب ذلك، عانت مدرسة الشباب للخدمة الاجتماعية كثيراً في جمع الأموال وتعرض أعضاؤها لهجمات. أصرت مدرسة الشباب للخدمة الاجتماعية بمساعيها الهادفة إلى تقديم المساعدة والعون بدون الانحياز لطرف ما خلال الصراع الفيتنامي.

## الكتابات
- Vietnam: Lotus in a sea of fire. New York, Hill and Wang. 1967.
- Being Peace, Parallax Press, 1987, ISBN 0-938077-00-7
- The Sun My Heart, Parallax Press, 1988, ISBN 0-938077-12-0
- Our Appointment with Life: Sutra on Knowing the Better Way to Live Alone , Parallax Press, 1990, ISBN 1-935209-79-5
- The Miracle of Mindfulness, Rider Books, 1991, ISBN 978-0-7126-4787-8
- Old Path White Clouds: Walking in the Footsteps of the Buddha, Parallax Press, 1991, ISBN 81-216-0675-6
- Peace Is Every Step: The Path of Mindfulness in Everyday Life, Bantam reissue, 1992, ISBN 0-553-35139-7
- The Diamond That Cuts Through Illusion, Commentaries on the Prajnaparamita Diamond Sutra, Parallax Press, 1992, ISBN 0-938077-51-1
- Touching Peace: Practicing the Art of Mindful Living, Parallax Press, 1992, ISBN 0-938077-57-0
- Hermitage Among the Clouds, Parallax Press, 1993, ISBN 0-938077-56-2
- Zen Keys: A Guide to Zen Practice, Three Leaves, 1994, ISBN 0-385-47561-6
- Cultivating The Mind Of Love, Full Circle, 1996, ISBN 81-216-0676-4
- The Heart Of Understanding, Full Circle, 1997, ISBN 81-216-0703-5
- Transformation and Healing: Sutra on the Four Establishments of Mindfulness, Full Circle, 1997, ISBN 81-216-0696-9
- Living Buddha, Living Christ, Riverhead Trade, 1997, ISBN 1-57322-568-1
- True Love: A Practice for Awakening the Heart, Shambhala, 1997, ISBN 1-59030-404-7
- Fragrant Palm Leaves: Journals, 1962-1966, Riverhead Trade, 1999, ISBN 1-57322-796-X
- Going Home: Jesus and Buddha as Brothers, Riverhead Books, 1999, ISBN 1-57322-145-7
- The Heart of the Buddha's Teaching, Broadway Books, 1999, ISBN 0-7679-0369-2
- Interbeing: Fourteen Guidelines for Engaged Buddhism, Parallax Press 3rd edition, 1999, ISBN 1-888375-08-6
- The Miracle of Mindfulness: A Manual on Meditation, Beacon Press, 1999, ISBN 0-8070-1239-4 (Vietnamese: Phép lạ c̉ua sư t̉inh thưc).
- The Raft Is Not the Shore: Conversations Toward a Buddhist/Christian Awareness, Daniel Berrigan (Co-author), Orbis Books, 2000, ISBN 1-57075-344-X
- The Path of Emancipation: Talks from a 21-Day Mindfulness Retreat, Unified Buddhist Church, 2000, ISBN 81-7621-189-3
- A Pebble in Your Pocket, Full Circle, 2001, ISBN 81-7621-188-5
- Essential Writings, Robert Ellsberg (Editor), Orbis Books, 2001, ISBN 1-57075-370-9
- Anger, Riverhead Trade, 2002, ISBN 1-57322-937-7
- Be Free Where You Are, Parallax Press, 2002, ISBN 1-888375-23-X
- No Death, No Fear, Riverhead Trade reissue, 2003, ISBN 1-57322-333-6
- Touching the Earth: Intimate Conversations with the Buddha, Parallax Press, 2004, ISBN 1-888375-41-8
- Teachings on Love, Full Circle, 2005, ISBN 81-7621-167-2
- Understanding Our Mind, HarperCollins, 2006, ISBN 978-81-7223-796-7
- Nothing to Do, Nowhere to Go. Waking Up to Who You Are. Commentaries on the teachings of Linji Yixuan|Master Linji, Parallax Press, 2007, ISBN 978-1-888375-72-5
- Buddha Mind, Buddha Body: Walking Toward Enlightenment, Parallax Press, 2007, ISBN 1-888375-75-2
- The Art of Power, HarperOne, 2007, ISBN 0-06-124234-9
- Under the Banyan Tree, Full Circle, 2008, ISBN 81-7621-175-3
- Savor: Mindful Eating, Mindful Life , HarperOne, 2010, ISBN 978-0-06-169769-2
- Reconciliation: Healing the Inner Child, Parallax Press, 2010, ISBN 1-935209-64-7
- You Are Here: Discovering the Magic of the Present Moment, Parallax Press, ISBN 978-1-59030-675-8,
- The Novice: A Story of True Love, Unified Buddhist Church, 2011, ISBN 978-0-06-200583-0

## وصلات خارجية
- ثيت نات هانه على موقع IMDb (الإنجليزية)
- ثيت نات هانه على موقع ميوزك برينز (الإنجليزية)
- ثيت نات هانه على موقع أول ميوزيك (الإنجليزية)
- ثيت نات هانه على موقع ديسكوغز (الإنجليزية)
- ثيت نات هانه على موقع قاعدة بيانات الفيلم (الإنجليزية)